# Nick Price
Nicholas Raymond Leige "Nick" Price (født 28. januar 1957 i Durban, Sydafrika) er en zimbabwisk golfspiller, og en af de mest succesfulde afrikanere nogensinde i golfsporten. Pr. juli 2008 står han noteret for 43 sejre gennem sin professionelle karriere. Han har vundet tre Major-turneringer, US PGA Championship i 1992 og 1994, og British Open i 1994.
Price har 5 gange, i 1994, 1996, 1998 2000 og 2003, repræsenteret Det internationale Hold ved Presidents Cup.